# 1000-km-Rennen von Silverstone 2010

Streckenlayout 2010

Das 1000-km-Rennen von Silverstone 2010, auch Autosport 1000 km of Silverstone, Silverstone, fand am 12. September auf dem Silverstone Circuit statt und war der fünfte und letzte Wertungslauf der Le Mans Series dieses Jahres.

## Das Rennen
Beim 1000-km-Rennen von Silverstone trafen wieder die Werkswagen von Peugeot und Audi aufeinander. Joest Racing, das Audi-Einsatzteam, meldete zwei Audi R15 TDI für jeweils zwei Fahrer. Allan McNish teilte sich das Cockpit des Wagens mit der Nummer 7 mit Tom Kristensen. Deren angestammter Teamkollege Rinaldo Capello fuhr das Fahrzeug mit der Nummer 8 gemeinsam mit Timo Bernhard. Peugeot hatte nur einen Werkswagen an der Strecke, der dem Oreca-908 HDi FAP zur Seite stand. Den Werkswagen steuerten Anthony Davidson und Nicolas Minassian. Den Oreca-Wagen fuhren Nicolas Lapierre und der Peugeot-Werksfahrer Stéphane Sarrazin.
Das Qualifikationstraining dominierten die Audis. Die schnellste Runde fuhr Allan McNish mit einer Zeit von 1:43,475 Minuten. Er war dabei um 0,5 Sekunden schneller als sein Teamkollege Timo Bernhard und um mehr als eine Sekunde als die beiden Peugeots. Im Gegensatz zum Training hatten die Audis im Rennen von Beginn an erhebliche Probleme mit der Fahrbarkeit der R15 TDI. Die Fahrer beklagten während des Rennens immer wieder heftiges Untersteuern über den Boxenfunk. Bereits wenige Runden nach dem Rennstart gelang es Anthony Davidson im Peugeot Allan McNish im Audi zu überholen. Für Anthony Davidson war es der erste Rennstart seit dem Großen Preis von Spanien 2008, wo er einen Super Aguri SA08 fuhr, und der erste fliegende Start überhaupt. Für den Audi von McNish endete das Rennen nach 15 Runden durch Getriebeschaden. Danach waren die beiden Peugeot ungefährdet. Der zweite Rang reichte Stéphane Sarrazin zum Gewinn der Fahrerwertung der Le-Mans-Series und Oreca zum Erfolg in der Teamwertung der LMP1-Klasse.

## Ergebnisse

### Schlussklassement
| 1           | LMP1 | 1   | Team Peugeot Total      | Anthony Davidson Nicolas Minassian                 | Peugeot 908 HDi FAP        | 170 |
| 2           | LMP1 | 4   | Team Oreca Matmut       | Nicolas Lapierre Stéphane Sarrazin                 | Peugeot 908 HDi FAP        | 170 |
| 3           | LMP1 | 8   | Audi Sport Team Joest   | Timo Bernhard Rinaldo Capello                      | Audi R15 TDI               | 170 |
| 4           | LMP1 | 009 | Aston Martin Racing     | Stefan Mücke Sam Hancock Juan Barazi               | Lola Aston Martin DBR1     | 167 |
| 5           | LMP1 | 12  | Rebellion Racing        | Neel Jani Nicolas Prost                            | Lola B10/60                | 165 |
| 6           | LMP1 | 008 | Signature Plus          | Franck Mailleux Vanina Ickx Pierre Ragues          | Lola Aston Martin DBR1     | 164 |
| 7           | LMP1 | 5   | Beechdean Mansell       | Greg Mansell Leo Mansell                           | Ginetta-Zytek 09           | 161 |
| 8           | LMP2 | 42  | Strakka Racing          | Jonny Kane Danny Watts Nick Leventis               | HPD ARX-01c                | 160 |
| 9           | LMP2 | 40  | Quifel ASM Team         | Olivier Pla Miguel Amaral                          | Ginetta-Zytek 09S          | 160 |
| 10          | LMP2 | 35  | OAK Racing              | Richard Hein Guillaume Moreau                      | Pescarolo 01 Evo           | 160 |
| 11          | LMP1 | 11  | Drayson Racing          | Jonny Cocker Paul Drayson                          | Lola B09/60                | 160 |
| 12          | LMP2 | 25  | RML                     | Thomas Erdos Mike Newton Ben Collins               | Lola B08/80                | 157 |
| 13          | LMP2 | 30  | Racing Box              | Fabio Babini Federico Leo Lorenzo Case             | Lola B09/80                | 153 |
| 14          | FLM  | 44  | DAMS                    | Warren Hughes Jody Firth                           | Oreca FLM09                | 152 |
| 15          | FLM  | 47  | Hope Polevision Racing  | Olivier Lombard Steve Zacchia                      | Oreca FLM09                | 152 |
| 16          | LMP2 | 24  | OAK Racing              | Matthieu Lahaye Jacques Nicolet                    | Pescarolo 01 Evo           | 151 |
| 17          | FLM  | 48  | Hope Polevision Racing  | Nico Verdonck Christophe Pillon Charlie Hollings   | Oreca FLM09                | 151 |
| 18          | LMP2 | 29  | Racing Box              | Marco Cioci Piergiuseppe Perazzini Luca Pirri      | Lola B09/80                | 150 |
| 19          | LMP2 | 41  | Team Bruichladdich      | Thor-Christian Ebbesvik Karim Ojjeh Tim Greaves    | Ginetta-Zytek 09S          | 150 |
| 20          | FLM  | 43  | DAMS                    | Alessandro Cicognani Gary Chalandon Andrea Barlesi | Oreca FLM09                | 149 |
| 21          | LMP2 | 39  | KSM                     | Jean de Pourtales Jonathan Kennard Lucas Ordoñez   | Lola B08/47                | 148 |
| 22          | LMP1 | 20  | Team LNT                | Johnny Mowlem Chris McMurry Tony Burgess           | Ginetta-Zytek 09S          | 148 |
| 23          | GT2  | 96  | AF Corse                | Jaime Melo Gianmaria Bruni                         | Ferrari F430 GTC           | 147 |
| 24          | GT2  | 75  | Prospeed Competition    | Richard Westbrook Marco Holzer                     | Porsche 997 GT3 RSR        | 147 |
| 25          | GT2  | 92  | JMW Motorsport          | Rob Bell Darren Turner                             | Aston Martin V8 Vantage    | 147 |
| 26          | GT2  | 91  | CRS Racing              | Andrew Kirkaldy Tim Mullen                         | Ferrari F430 GTC           | 146 |
| 27          | GT2  | 77  | Team Felbermayr Proton  | Richard Lietz Marc Lieb                            | Porsche 997 GT3 RSR        | 146 |
| 28          | GT2  | 76  | IMSA Performance Matmut | Patrick Pilet Raymond Narac                        | Porsche 997 GT3 RSR        | 145 |
| 29          | GT2  | 85  | Spyker Squadron         | Tom Coronel Peter Dumbreck                         | Spyker C8 Laviolette GT2-R | 145 |
| 30          | GT2  | 78  | BMW Team Schnitzer      | Dirk Werner Jörg Müller                            | BMW M3                     | 145 |
| 31          | GT2  | 94  | AF Corse                | Luís Pérez Companc Matías Russo                    | Ferrari F430 GTC           | 145 |
| 32          | GT2  | 88  | Team Felbermayr Proton  | Romain Dumas Martin Ragginger Christian Ried       | Porsche 997 GT3 RSR        | 145 |
| 33          | FLM  | 45  | Boutsen Energy Racing   | Dominik Kraihamer Nicolas De Crem Bernard Delhez   | Oreca FLM09                | 141 |
| 34          | GT2  | 99  | Gulf Team First         | Fabien Giroix Roald Goethe                         | Lamborghini Gallardo LP560 | 135 |
| 35          | GT2  | 95  | AF Corse                | Jean Alesi Toni Vilander Giancarlo Fisichella      | Ferrari F430 GTC           | 134 |
| 36          | GT2  | 90  | CRS Racing              | Pierre Kaffer Phil Quaife Pierre Ehret             | Ferrari F430 GTC           | 134 |
| 37          | LMP1 | 13  | Rebellion Racing        | Jean-Christophe Boullion Andrea Belicchi           | Lola B10/60                | 133 |
| 38          | GT1  | 50  | Larbre Compétition      | Gabriele Gardel Patrice Goueslard Fernando Rees    | Saleen S7-R                | 131 |
| 39          | FLM  | 46  | JMB Racing              | Peter Kutemann Maurice Basso John Hartshorne       | Oreca FLM09                | 130 |
| 40          | LMP1 | 27  | Race Performance        | Michel Frey Marc Rostan Pierre Bruneau             | Radical SR9                | 124 |
| Ausgefallen |      |     |                         |                                                    |                            |     |
| 41          | LMP2 | 31  | RLR Msport              | Barry Gates Simon Phillips Rob Garofall            | MG Lola EX265              | 141 |
| 42          | LMP1 | 007 | Aston Martin Racing     | Adrián Fernández Andrew Meyrick Harold Primat      | Lola Aston Martin DBR1     | 131 |
| 43          | GT2  | 89  | Hankook Team Farnbacher | Dominik Farnbacher Allan Simonsen                  | Ferrari F430 GTC           | 44  |
| 44          | LMP1 | 7   | Audi Sport Team Joest   | Allan McNish Tom Kristensen                        | Audi R15 TDI               | 15  |
| 45          | LMP2 | 36  | Pegasus Racing          | Julien Schell Frédéric Da Rocha                    | Courage-Oreca LC75         | 2   |

### Nur in der Meldeliste
Hier finden sich Teams, Fahrer und Fahrzeuge, die ursprünglich für das Rennen gemeldet waren, aber aus den unterschiedlichsten Gründen daran nicht teilnahmen.
| Pos. | Klasse | Nr. | Team                     | Fahrer                                        | Chassis     |
| ---- | ------ | --- | ------------------------ | --------------------------------------------- | ----------- |
| 46   | FLM    | 49  | Applewood Seven          | Damien Toulemonde Mathias Beche               | Oreca FLM09 |
| 47   | GT1    | 66  | Atlas FX-Team Full Speed | Carlo van Dam Zsolt Baumgartner James Winslow | Saleen S7-R |

### Klassensieger
| Klasse | Fahrer            | Fahrer            | Fahrer        | Fahrzeug            | Platzierung im Gesamtklassement |
| ------ | ----------------- | ----------------- | ------------- | ------------------- | ------------------------------- |
| LMP1   | Anthony Davidson  | Nicolas Minassian |               | Peugeot 908 HDi FAP | Gesamtsieg                      |
| LMP2   | Danny Watts       | Nick Leventis     | Jonny Kane    | HPD ARX-01c         | Rang 8                          |
| FLM    | Warren Hughes     | Jody Firth        |               | Oreca FLM09         | Rang 14                         |
| GT1    | Patrice Goueslard | Gabriele Gardel   | Fernando Rees | Saleen S7-R         | Rang 38                         |
| GT2    | Jaime Melo        | Gianmaria Bruni   |               | Ferrari F430 GTC    | Rang 23                         |

### Renndaten
- Gemeldet: 47
- Gestartet: 45
- Gewertet: 40
- Rennklassen: 5
- Zuschauer: unbekannt
- Wetter am Renntag: leichter Regen zu Beginn, dann warm und trocken
- Streckenlänge: 5,891 km
- Fahrzeit des Siegerteams: 5:11:41,835 Stunden
- Gesamtrunden des Siegerteams: 170
- Gesamtdistanz des Siegerteams: 1001,470 km
- Siegerschnitt: 192,777 km/h
- Pole Position: Allan McNish – Audi R15 TDI (#7) – 1:43,475 = 204,954 km/h
- Schnellste Rennrunde: Nicolas Lapierre – Peugeot 908 HDi FAP (#4) – 1:44,338 = 203,259 km/h
- Rennserie: 5. Lauf der Le Mans Series 2010
- Rennserie: 1. Lauf zum Intercontinental Le Mans Cup 2010